# E33
E33 eller Europaväg 33 är en europaväg som går mellan Parma och La Spezia i Italien. Längd 100 kilometer.

## Standard
Vägen är motorväg hela vägen. Den följer den italienska motorvägen A15. Vägen är felskyltad E31, vilket beror på en ändring som gjordes under framtagandet av det nya nummersystemet på 1980-talet.

## Anslutningar till andra europavägar
- E35
- E80